# العبودية المختارة (كتاب)
العبودية المختارة أو العبودية الطوعية (بالفرنسية: Discours de la servitude volontaire)‏ هو كتاب كتبه الكاتب الفرنسي إيتيان دو لا بويسيه. كُتب الكتاب في الأصل باللاتينية، قطعةً قطعةً في عام 1574، ثم كُتب بالفرنسية كاملا في عام 1576. لم يكن يتجاوز عمر دو لا بويسيه السادسة عشر أو الثامنة عشر من عمره عندما كتب هذا الكتاب. أشار إلى ذلك صديقه الحميم ميشيل دي مونتين. نُشر الكتاب بشكل سري في عام 1577.
الكتاب مترجم إلى العربية تحت عنوان العبودية المختارة، مراجعة قوية ضد الطغيان.